# レンチオニン
レンチオニン（Lenthionine）は、有機硫黄化合物の一つで、シイタケの香り成分である。レンチオニンの形成のメカニズムは不明であるが、おそらくC-Sリアーゼが関わっていると考えられている。
シイタケの芳香の他、血小板凝集能を阻害する効果があるため血栓症（Thrombosis）の治療に有効である。ニンニクに見られる有機硫黄化合物にも同様の効果が認められる。